# Marlene José Bento
Marlene José Bento, conhecida simplesmente como Marlene (Rio de Janeiro, 23 de junho de 1938 - Niterói, 27 de outubro de 2020) foi uma basquetebolista brasileira que ocupava a posição de pivô.

## Biografia
Fez parte da Seleção Brasileira de Basquetebol Feminino com a qual conquistou a medalha de bronze nos Jogos Panamericanos de 1955, na Cidade de México; a medalha de prata nos Jogos Panamericanos de 1959, em Chicago e nos Jogos Panamericanos de 1963, em São Paulo; e a medalha de ouro nos Jogos Panamericanos de 1967, em Winnipeg, e nos Jogos Panamericanos de 1971, em Cali. Ademais, foi vencedora do Campeonato Sudamericano de Basquete feminino adulto no Peru (1958), no Brasil (1965), na Colômbia (1967), no Chile (1968) e no Equador (1970).
Por outro lado, participou da equipe que conquistou a medalha de bronze no Campeonato Mundial de Basquete Feminino de 1971, realizado no Brasil. Era candidata para ingressar dentro do grupo de Membros do Hall da Fama FIBA.

### Morte
Marlene morreu em 27 de outubro de 2020, na cidade de Niterói.